# イワン・オステルマン

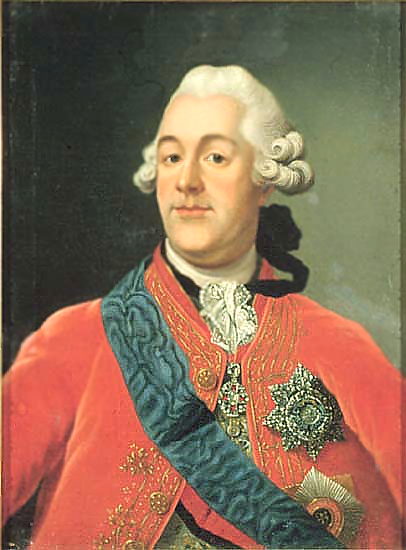
イワン・オステルマン

イワン・アンドレエーヴィチ・オステルマン伯爵（ロシア語: Иван Андреевич Остерман、Ivan Andreyevich Osterman、1725年4月23日 - 1811年4月18日）は、帝政ロシアの政治家、外交官、貴族。父のアンドレイ・オステルマンはピョートル大帝からエリザヴェータ女帝に仕えた廷臣である。

## 生涯
ロシア帝国親衛隊、ロシア軍に勤務し海外に派遣された。1757年、宮廷に外交官となって仕え、パリとストックホルムに駐在する。スウェーデンではスウェーデン国王グスタフ3世に対して大きな影響力を持った。1774年に元老院議員になっている。
1781年（1783年か?）外務大臣に任命された。しかし、この時期、アレクサンドル・ベズボロドコ、プラトン・ズーボフ、フョードル・ロストプーチンらの実力者の存在によってオステルマンは副次的な役割を演じるだけであった。1796年名目的な大宰相（帝国宰相）の地位に就くが、エカテリーナ2世が崩御し、パーヴェル1世が即位すると、翌1797年に宰相職を解任され、晩年をモスクワで過ごした。オステルマンには実子がなく、オステルマン家の家督は甥に当たるアレクサンドル・トルストイ伯爵が継いだ。